# Абдрахманово (Стерлітамацький район)
Абдрахма́ново (рос. Абдрахманово, башк. Абдрахман) — присілок у складі Стерлітамацького району Башкортостану, Росія. Входить до складу Первомайської сільської ради.
Населення — 260 осіб (2010; 276 в 2002).
Національний склад:
- башкири — 50%